# Leptacris kraussi
Leptacris kraussi är en insektsart som först beskrevs av Bolívar, I. 1890.  Leptacris kraussi ingår i släktet Leptacris och familjen gräshoppor. Inga underarter finns listade i Catalogue of Life.